# Христя Фріланд
Христя Фріланд (англ. Chrystia Freeland, ім'я при народженні — Христина Александра Фріланд, англ. Christina Alexandra Freeland; нар. 2 серпня 1968, Піс-Ривер, Альберта, Канада) — письменниця, журналістка і політична діячка, заступниця прем'єр-міністра Канади з 20 листопада 2019, міністр фінансів Канади від 18 серпня 2020 до 16 грудня 2024 року.

## Ранні роки
Народилася 2 серпня 1968 у Піс-Ривері, провінція Альберта. Її батько, Дональд Фріланд, був адвокатом і членом Ліберальної партії Канади. Мати, Галина Хом'як (1946—2007), українка за походженням, народилася після війни в Німеччині у таборі для біженців, теж була адвокатом і 1988 року балотувалася на виборах в окрузі Едмонтон-Страткона від Нової демократичної партії. Батько Галини, Михайло Хом'як, був журналістом-політемігрантом, а її сестра, Христина, вийшла заміж за історика-марксиста Джона Пола Химку.
Фріланд навчалася в Адріатичному коледжі об'єднаного світу, що є частиною організації United World Colleges. Здобула ступінь бакалавра мистецтв з російської історії та літератури в Гарвардському університеті, 1993 року — ступінь магістра досліджень зі славістики в коледжі Святого Антонія в Оксфордському університеті, де навчалася за стипендією Родса.

## Журналістська кар'єра
Фріланд розпочинала свою журналістську кар'єру в Україні як стрингер Financial Times, The Washington Post і The Economist. Пізніше вона працювала у Financial Times у Лондоні заступником редактора, редактором британських новин, очільником московського бюро, кореспондентом у Східній Європі, редактором вікенд-видання та редактором FT.com.
З 1999 до 2001 року Фріланд працювала заступником редактора канадської газети Globe and Mail, після чого обійняла посаду директора Financial Times у Сполучених Штатах. У березні 2010 року Фріланд перейшла на посаду редактора в Thomson Reuters, а у квітні 2011-го стала редактором Thomson Reuters Digital. Фріланд також була щотижневим оглядачем у Globe і Mail. Працюючи у Thomson Reuters на посаді директора та редактора відділу споживчих новин, оголосила про звільнення і рішення розпочати політичну кар'єру.

## Політична кар'єра
26 липня 2013 року залишила журналістику, щоб балотуватися на довиборах до парламенту Канади від Ліберальної партії у виборчому окрузі Торонто-Центр. 15 вересня 2013 року вона виграла праймеріз, а 25 листопада виграла вибори, отримавши 49 % голосів і перемігши Лінду Мак-Квег з Нової демократичної партії.
У листопаді 2015 стала міністеркою міжнародної торгівлі Канади, у січні 2017 року очолила МЗС Канади.
У листопаді 2019 стала заступником прем'єр-міністра Канади, міністром міжурядових справ Канади, а 18 серпня 2020 очолила Міністерство фінансів Канади.
16 грудня 2024 подала у відставку з поста міністра фінансів через незгоду з лінією прем'єр-міністра на фоні загрози тарифної війни з боку нової адміністрації президента США Трампа

## Особисте життя
Фріланд одружена з Ґремом Боулі, британським письменником і репортером The New York Times. У них троє дітей: доньки Наталка (англ. Natalka) й Галя (англ. Halya) та син Айвен (Іван) (англ. Ivan). З літа 2013 року Фріланд живе в Торонто. Окрім двох рідних мов — англійської та української, володіє також французькою, російською та італійською.

## Книги
Фріланд є автором книг «Продаж століття» (2000) про перехід Росії від комунізму до капіталізму і «Плутократи. Епоха нових багатих і занепад старої системи» (2012). Книга «Плутократи» потрапила в список бестселерів The New York Times і отримала премію Лайонела Ґелбера за документальне освітлення міжнародних справ, а також Національну ділову книжкову премію як найбільш видатна канадська книга, що стосується бізнесу.
Українською книга вийшла 2017 року, у видавництві «Наш формат» у серії ICU Business books.

## Участь у ток-шоу
Фріланд шість разів брала участь у ток-шоу «Real Time with Bill Maher». Вона також брала участь в програмах «The McLaughlin Group», «The Dylan Ratigan Show», «Imus in the Morning», «Fareed Zakaria GPS» і «The Colbert Report». Є частою гостею в політичному ток-шоу «Left, Right & Center» на радіостанції KCRW. У червні 2013 року Фріланд виступила з промовою на TED Talks, присвяченій питанням економічної нерівності, плутократії і глобалізації.
23 травня 2014 року дала інтерв'ю у студії Громадське ТБ.

## Виборча кампанія 2015 року
Христя Фріланд бере активну участь у виборчій кампанії 2015 року. Зокрема позиція Лібералів щодо України полягає в тому, що Канада має проявити більше лідерства на міжнародній арені для того, щоб захистити вибір Україною демократичного шляху та західних цінностей від посягань Росії. Зокрема Ліберальна партія в особі її українських депутатів буде ініціювати надання Україні летальних оборонних озброєнь, навіть якщо Сполучені Штати зі свого боку таких озброєнь не нададуть; припинення роботи міжнародної платіжної системи «Свіфт» на території Росії, особливо з огляду на клептократичний характер російської владної верхівки; недопущення жодних винятків із санкційних списків (маються на увазі персональні санкції щодо Сєчина, Якуніна та Чемезова, для яких консервативний уряд Стівена Гарпера зробив виняток), визнання так званих «ДНР» та «ЛНР» терористичними організаціями, також продовження тренування українських військових та фінансову й експертну підтримку реформ в Україні.
19 жовтня Христя Фріланд обрана до Федерального парламенту, передбачалось, що вона стане однією з міністрів нового уряду.. 4 листопада 2015 призначена міністром міжнародної торгівлі Канади. 10 січня внаслідок перестановок у Кабінеті міністрів призначена міністром закордонних справ.
Як і її колега, Мері-Енн Мігичук, складаючи присягу члена кабінету міністрів, Христя Фріланд поклала свою руку на українське Євангеліє, а наприкінці сказала українською «Дякую!»

## Підтримка України
2018 року закликала звільнити українського режисера, політв'язня РФ Олега Сенцова
Фріланд відвідала Україну від імені Ліберальної партії. Вона обідала з головним рабином Києва, зустрілася з Мустафою Джемілєвим, лідером кримських татар та народним депутатом, та з Віталієм Кличком і Петром Порошенком, який згодом був обраний президентом України у травні 2014 року[джерело?].
Христя Фріланд є однією із тринадцяти канадців, яким заборонили в'їзд Росії під санкціями, які ввів президент Росії Володимир Путін у березні 2014 року[джерело?].

## Визнання
У червні 2020 міжнародна неурядова організація Freedom House відзначила особливий внесок Христі Фріланд у захист прав людини премією імені Марка Палмера

## Відзнаки та нагороди
Нагороджена Орденом княгині Ольги I ступеня (Україна, 23 серпня 2022) — за значні особисті заслуги у зміцненні міждержавного співробітництва, підтримку державного суверенітету та територіальної цілісності України, вагомий внесок у популяризацію Української держави у світі.